# Unico (Fred De Palma)
Unico è il sesto album in studio del rapper italiano Fred De Palma, pubblicato il 2 luglio 2021.

## Tracce
1. Mondo – 1:36
2. Pa' la cultura Freestyle – 1:58
3. Un altro ballo (feat. Anitta) – 2:41
4. Superstar (feat. Samurai Jay) – 2:55
5. Uana (feat. Gué Pequeno) – 2:40
6. Ti raggiungerò – 2:45
7. Margiela (feat. B0r0 B0r0) – 2:38
8. Te lo immagini (feat. Boomdabash) – 2:38
9. Discoteka (feat. Rosa Chemical) – 2:49
10. Niente di te – 2:57
11. Senza Dio – 2:45
12. 5:20 – 2:23
13. Cretina (feat. Juanfran) – 2:54
14. Paloma (feat. Anitta) – 2:21

Traccia bonus nella riedizione
1. Tú y yo – 2:45

## Classifiche

### Classifiche settimanali
| Classifica (2021) | Posizione massima |
| ----------------- | ----------------- |
| Italia            | 4                 |

### Classifiche di fine anno
| Classifica (2021) | Posizione |
| ----------------- | --------- |
| Italia            | 41        |
| Classifica (2022) | Posizione |
| Italia            | 75        |